# کاتیا گالستیان
کاتیا گالستیان (ارمنی: Կատյա Գալստյան؛ زادهٔ ۱ ژانویهٔ ۱۹۹۳ در گیومری) اسکی‌باز زن در رشته اسکی صحرانوردی اهل ارمنستان است.